# Kastell Diyatheh
Das Kastell Diyatheh, auch Ad-Diyatheh, selten id-Diyâtheh, ed-Diyâthé oder Khirbet ad-Diyatheh, ist ein römisches Kastell am vorderen Limes Arabiae et Palaestinae im Gouvernement as-Suwaida im Süden Syriens. Die nächstgelegenen Ortschaften befinden sich mit den Dörfern Al-Ajaylat und Um Rwaq rund 6,5 Kilometer westlich. Die einsam gelegene Garnison liegt in unmittelbarer Nähe der ehemaligen östlichen römischen Reichsgrenze in der unwirtlichen, semiariden Klimazone der Syrischen Wüste. Ihre teilweise stark verschütteten Baureste blieben gut sichtbar erhalten. Das Kastell entstand im Vorfeld einer wichtigen, von Süden nach Norden durch den Hauran geführten Limesstraße, die unter anderem vom strategisch bedeutenden, südlich gelegenen Oasenkastell Qasr al-Azraq über die Kastelle Deir el-Kahf, Mothana, und dem nur rund zehn Kilometer südlich von Diyatheh gelegenen Kastell Sa’neh nach Norden führte. Rund 41 Kilometer weit nach Osten vorgeschoben lag mit dem Kleinkastell Namara der äußerste römische Vorposten in der Region.

## Lage
Das Kastell befindet sich am nördlichen Rand des mit der Garnison entstandenen Lagerdorfes (Vicus) im östlichen Vorgebirge des Jebel el-Druze. Das durch starken prähistorischen Vulkanismus entstandenen Massiv des Jebel prägte auch das zerklüftete Basaltplateau des Hauran mit seiner steppenartigen Wüste. Große prähistorische Basaltströme schufen diese Landschaft, die sich von Südsyrien bis nach Jordanien erstreckt. Von der Garnison aus fällt das Land relativ flach rund 26 Meter nach Süden zum Wadi Mushannaf ab. Dieses Wadi wird in der Region auch mit dem arabischen Namen des antiken Orts „Wadi Diyatheh“ genannt. Die von Norden kommende Strata Diocletiana verlief etwas weiter westlich an der Garnison vorbei.

### Regionalklimatische Bedingungen
Auf einer Länge von gut 50 Kilometern im Nord-Süd-Verlauf hält das Bergmassiv des Jebel el-Druze die aus dem Mittelmeerraum im Westen heranziehenden Wolken ab. Dies führt zu starken Niederschlägen im Winter. Dadurch werden die Gipfelzonen des Hauran mit einer dicken Schneedecke überzogen und die Hänge bis in eine Höhe von etwa 1000 Metern weiß gefärbt. Die Risse in den Basalten der Region, sind nicht homogen. Die Infiltration durch das Wasser ist daher regional unterschiedlich. Es gibt Hohlräume in der Felslandschaft, die einen Großteil der Niederschläge speichern und erst nach und nach wieder abgeben. Der Jebel el-Druze ist daher ein mächtiges Reservoir, das den Niederschlag reguliert. Die grünen Westhänge mit ihren Kermeseichenwäldern und Anbauflächen sind ab dem Herbst feucht, während die Osthänge nur wenig Niederschlag erhalten. Aus diesem Grund wurden in Diyatheh keine Zisternen zum Sammeln von Regenwasser angelegt, da dieses zu knapp ist. Bedeutend ist dort das Wasser aus dem Wadi. Das sehr kontrastreiche, in den höheren Lagen strenge Klima, hat ein halbes Dutzend mächtiger Wadis entstehen lassen, die dem Herzen des Jebel-Massivs entspringen und es in östlicher Richtung stark ausgehöhlt haben. Von den drei größten vereinigen sich die beiden nördlichen Ströme, wodurch das Wadi al-Sham entsteht, dem einzigen Trockental, das tief eingegraben nach Nordosten zieht und an dem auch das vorgeschobene Kleinkastell Namara liegt. Mit seinem Auslauf erreicht das Wadi rund 50 Kilometer östlich von Diyatheh die fruchtbare Schwemmlandoase von Ruhba, einem großen Gebiet mit Winter- und Frühjahrsweiden, In diesem Flusssystem des Wadi al-Sham befindet sich auch Diyatheh.
Das Wadi Mushannaf, das weiter östlich in das Wadi al-Sham entwässert, wird von drei Trockentälern gespeist, die am Jebel el-Druze auf über 1700 Metern Höhe entspringen und zunächst in östlicher beziehungsweise nordöstlicher Richtung verlaufen, bevor sie weniger als zehn Kilometer südwestlich des Kastells bei dem Dorf Mushannaf, als Wadi Mushannaf zusammenfließen. Die geballte Kraft der drei Wadis schafft es, tiefe und steile Schluchten zu graben, die bis zu 50 und 80 Meter tief sein können. Im Winter, meist im Februar, hat das Wadi Mushannaf kurzzeitig das Aussehen eines Wildbachs; den Rest des Jahres liegt es trocken. Stattdessen führt es unter seinem Bett, in einer Tiefe von etwa zehn Metern, einen Unterlauf, der die im Flussbett liegenden Wasserstellen speist. Bei Diyatheh sind diese Wasserstellen fast das ganze Jahr über gefüllt.

### Verkehrsverbindungen
Diyatheh hat seinen Ursprung offensichtlich als Lagerplatz der Nomaden, die bis heute über das Wadi al-Sham aus der Schwemmlandoase von Ruhba im Osten zu den kühlen, westlich gelegenen Spätsommer-Weideplätzen am Jebel-Massiv ziehen. Auch sie kannten und kennen die Wasserstellen im Wadi und nutzen den Platz um ihre Vorräte zu ergänzen. Die Kontrolle der Wasserstellen, insbesondere im Eintrittsbereich auf das römische Reichsgebiet, wird für die Römer wie an anderen ähnlichen Orten im Hauran, möglicherweise ein gewichtiger Grund gewesen sein, in Diyatheh einen Militärposten einzurichten.
Archäologische Forschungen konnten in der östlichen jordanischen Wüste anhand aufgefundener Meilensteine und Straßenabschnitte ein strategisches Engagement während der Regierungszeit des Kaisers Septimius Severus (146–211) für die Jahre 208/210 feststellen. Damals wurde eine Trasse von Norden zur Oase Azraq herangeführt. Knapp ein Jahrhundert später entstand ein ganzes Straßennetz durch die Wüste und die Basaltlandschaften des südlichen Hauran, das mit Meilensteinen aus der Tetrarchenzeit markiert war. Von der Oase Azraq führte in der Spätantike eine wichtige römische Straße nach Norden, die sich nach etwa 16 Kilometern teilte. Eine Abzweigung führt ins Hinterland nach Nordwesten und lief über den von Hilfstruppen besetzten Garnisonsort Umm el-Quttein, dessen Kastell ohne wissenschaftliche Untersuchung nach 1953 überbaut wurde, in die Provinzmetropole Bostra, dem Heimatstandort der Legio III Cyrenaica. Die andere Abzweigung zog sich entlang der Reichsgrenze nach Norden über das Grenzkastell Deir el-Kahf, den römischen Garnisonsort Mothana, heute Imtan, der bereits in Südsyrien liegt. Über diese Trasse war in ihrem weiteren Verlauf auch die bedeutende Metropole Damaskus zu erreichen.

## Forschungsgeschichte
Im März 1901 besuchten der französische Altorientalist René Dussaud (1868–1958) ed-Diyâthé: „… ein verfallenes Dorf am Osthang des Drusengebirges. Zahlreiche Häuser wurden in hauranischer Tradition aus Basaltplatten errichtet. Östlich der Ruinen befindet sich eine Kastell mit rechteckigem Grundriss und kleinen Türmen an den Ecken sowie mittig in den seitlichen Umfassungsmauern. Ein Bach, der von den hohen Bergen herabfließt, versorgt den Ort mit ausgezeichnetem Wasser.“ Im Jahr 1904 begann die zweite Syrien-Expedition unter der Schirmherrschaft der amerikanischen Princeton University, die der Archäologe Howard Crosby Butler (1872–1922) leitete. Dabei stattete er mit seiner Mannschaft auch dem Kastell id-Diyâtheh einen Besuch ab. Neben einer Kurzbeschreibung der Anlage erstellte er auch einen ersten Plan der Fortifikation. Im Jahr 1934 erschien ein Buch des französischen Jesuitenpaters und archäologischen Luftbildpioniers Antoine Poidebard (1878–1955), der eine erste Aufnahme des Garnisonsorts veröffentlichte. Poidebard hinterließ jedoch weder eine genauere Beschreibung oder einen Interpretationsplan noch scheint er eine Feldbegehung durchgeführt zu haben. Die seit der Spätantike relativ geringe menschliche Einflussnahme auf den Fundplatz veranlasste den französischen Archäologen François Villeneuve als Projektleiter unter der Schirmherrschaft des Institut français du Proche-Orient in vier Kampagnen von 1985 bis 1989 Feldbegehungen, Vermessungen und Keramiksammlungen durchzuführen. Ausgrabungen fanden keine statt.

## Baugeschichte
In seinem Geschichtswerk Res Gestae des um 395 verstorbenen Ammianus Marcellinus beschreibt dieser die spätantike Provinz Arabia. Dort gebe es „… hervorragende Möglichkeiten für Handelsbeziehungen und stark ausgebaute große und kleine Kastelle, um die Angriffe der benachbarten Stämme abzuwehren … In diesen Gemeinden befinden sich auch einige große Städte, Bostra und Gerasa sowie Philadelphia, die durch die Stärke ihrer Mauern sehr sicher sind.“ Ammianus betont mit seinen Aussagen ganz besonders, die Abhängigkeit des wirtschaftlichen Wohlstands von einem effektiven Grenzschutzsystem und zusätzliche rückwärtige Sicherungsmaßnahmen für die wichtigsten Großstädte.
Die Region stand unmittelbar nach der Annexion des Nabatäerreiches während der Regierungszeit des Kaisers Trajan (98–117) im Jahr 106 n. Chr. unter ständiger militärischer Kontrolle. Trotz Umstrukturierungen in der Armee und im Grenzschutz setzte sich diese Situation im vierten Jahrhundert und wahrscheinlich auch in Teilen des fünften Jahrhunderts fort. Es gibt keine Inschriften, die auf militärische Bauten nach der Mitte des 5. Jahrhunderts hinweisen, und ab der Zeit um 500 (Militäredikt des Kaisers Anastasius I.) lassen sich auch keine verschriftlichten Hinweise mehr auf das Militär in den Kastellen finden. Das Militär verschwand jedoch nicht, und die Grenzen blieben bewacht. Diese Veränderungen lassen auf neue Gewohnheiten und möglicherweise auch auf einen tiefgreifenden Wandel in der Gesellschaft und in der Organisation der Truppen schließen.

### Severischer Turm?

Das Kastell nach den Forschungen durch Villeneuve

Der südwestliche Eckturm des Kastells fällt deutlich aus dem Rahmen des Quadriburgiums. Das quadratische Bauwerk von 10,50 × 10,50 Metern ist wesentlich größer als die übrigen Ecktürme. Im Gegensatz zu diesen ragt er auch nicht in das Innere der Fortifikation, sondern in seiner vollständiger Länge nach Westen und etwas nach Süden. Das Bauwerk besitzt im Inneren einen großen, zentralen Raum, der von zwei schmalen Zimmern im Norden und Süden flankiert wird. Der ebenerdige Zugang befindet sich im Osten und damit im Kastellinneren. Das Mauerwerk des Turms unterscheidet sich deutlich von der Bauart des Kastells aus groben behauenen Basaltblöcken und Spolien. Seine Mauerquader sind kleiner und sauber gearbeitet, besitzen abgerundete Kanten und weist keine Spuren einer Wiederverwendung von älterem Baumaterial auf. Die Außenmauer besitzt eine bauliche Struktur, wie sie bei frührömischen Türmen in Hauran häufig anzutreffen ist. Der Turm ist somit eindeutig älter als das gesamte Kastell. Im Vergleich zu baulich ähnlichen Wachturmbefunden, wie sie am Kastell Deir el-Qinn (7,30 × 7,30 Meter) oder am Kleinkastell Qasr el-Uweinid (9,50 × 9,50 Meter) in spätere Anlagen integriert wurden, könnte sich eine Gründung während der Regierungszeit des Kaisers Septimius Severus (193–211) ergeben. Während dessen Herrschaft lassen sich wichtige militärische Reorganisations- sowie Ausbaumaßnahmen an den Limites des Reiches beobachten.

### Diokletianischer Erweiterungsbau
Wie bereits Poidebard argumentierte, legt es die Typologie des Kastells nahe, den Bau selbst in die Zeit um 300, möglicherweise noch während der Regierungszeit des Kaisers Diokletian (284–305) zu datieren. Damit stände die Fortifikation entwicklungsgeschichtlich in einer Reihe mit fast allen anderen bekannten Kastellen entlang der Limesstraße von Al-Azraq bis Diyatheh. Eine Ausnahme bilden nur die Anlagen von Sa’neh und Mothana, wobei das letztgenannte Kastell noch nicht entdeckt worden ist. Das tetrarchische Entstehungsdatum des Quadriburgiums wurde in der Wissenschaft weitgehend anerkannt. Auch Villeneuve stand hinter einer zumindest tetrachischen Zeitstellung, da die typologische und geographische Nähe zu Deir el-Kahf (epigraphisch auf 306 datiert) und Qasr Bshir (epigraphisch zwischen 293 und 305 datiert) untermauert. Auch andere ergrabene Quadriburgia, deren Grundrisse mit Diyatheh vergleichbar sind und im Umfeld liegen, wurden von deren Ausgräber eindeutig der Tetrarchie zuordnen. Lediglich der amerikanische Archäologe James Lander schlug 1984 ein severisches Entstehungsdatum des Gesamtkastells vor, blieb mit seiner Argumentation aber unklar, zumal seine Analyse lediglich auf Butlers inzwischen teilweise überholtem Plan beruhte. Auch der französische provinzialrömische Archäologe Michel Reddé tendierte 1995 zu einer severischen Gründung des Quadriburgiums, wobei sich seine Begründung, Diokletian nicht in Betracht zu ziehen, auf eine Aussage des um 500 lebenden spätantiken Geschichtsschreibers Zosimos bezog.
Die Fortifikation besteht aus einem leicht nordöstlich-südwestlich-orientiertem, rechteckigem Mauergeviert von 71,70 × 51,70 Metern. Alle vier Ecken der Anlage werden von je einem Turm dominiert. Inklusive dem außerordentlich stark ausgebauten und besonders weit aus dem Verband der Umfassungsmauer hervorspringendem Südwestturm erreicht das Kastell die Ausmaße von 71,70 × 59,70 Meter. In römischen Maßen ist das Bauwerk 240 Fuß (pedes) auf 200 Fuß groß. Die beiden Längsseiten der Umfassungsmauer im Westen und Osten werden auf halber Länge von jeweils einem Zwischenturm architektonisch geteilt. Von den insgesamt acht quadratischen Türmen des Kastells besitzen sieben eine Seitenlänge von rund 5 × 5 Metern. Sie alle springen mit Ausnahme des südwestlichen Turms sowohl innerhalb als auch außerhalb der Umfassungsmauer hervor. Die Türme besaßen über dem Parterre zwei Stockwerke, wobei das erste Stockwerk im Wesentlichen mit dem Scheitelpunkt der Kurtinen übereinstimmt. Es gibt zwei Zugänge ins Innere der Anlage. Die nord-südliche Hauptachse wird von einem einspurigem, 4,40 Meter breitem Tor, der Porta praetoria, in der Mitte der südlichen Umfassungsmauer beherrscht, die von zwei Tortürmen flankiert wird. Das kleinere Nordtor, die Porta decumana, besitzt keinen Turm. Stattdessen wurde der Zugang in einem Mittelrisalit integriert. Fast unmittelbar vor der Porta decumana befindet sich im Inneren des Kastells ein kleines Einraumgebäude, das der schottische provinzialrömische Archäologe David L. Kennedy als Stabsgebäude (Principa) ansprach und dessen Zugang von Süden her erfolgt. Dieses Gebäude war im Gegensatz zu den spätrömischen Principia in den südlichen Grenzkastellen Qasr Bshir oder Qasr el-Azraq jedoch nicht unmittelbar an die Umfassungsmauer angebaut, sondern konnte an der linken und rechten Seite umgangen werden um die Porta decumana zu erreichen. An die Westmauer der Principia war laut Villeneuve nachträglich ein weiterer Raum angebaut worden, der ähnlich konzipiert war, wie das ursprüngliche Gebäude. Diese beiden Bauten sind die einzigen römerzeitlichen Bauwerke innerhalb des Kastells. Alle übrigen heute im Inneren der Umfassungsmauer sichtbaren Mauerreste sind wesentlich später hinzugekommen. Das Fehlen großer Versturzhalden und weiterer Spuren von Fundamenten an den Stellen, an denen illegale Raubgrabungen innerhalb des Kastells sichtbar sind, bestätigt diese Tatsache. Es hat den Anschein, dass der weitläufige, geschützte Innenhof des Kastells neben den nördlich angelegten Principia offensichtlich nur Zelte oder andere leichte Unterkünfte beherbergt haben kann.
Villeneuve war sich nicht sicher, ob das Kastell überhaupt fertiggestellt worden ist. Zum einen konnte er keine Bauinschriften finden, zum anderen wurden viele halbfertig bearbeitete Steine verbaut, darunter solche, die ursprünglich für Fensterrahmen bestimmt waren. Der Archäologe sah in dem Verbau der Halbfertigprodukte eine sehr hastige Bauweise, die er so bei den Häusern im Vicus nicht entdecken konnte. Wichtig für seine Überlegungen war auch der Befund von vertikalen Maueransätzen an den Innenseiten der Kurtinen, die darauf hinwiesen, dass dort offensichtlich Kasernenbauten geplant waren, die mit ihrer Rückseite an die Umfassungsmauer angebaut werden sollten. Eine solche Bauweise kann für Quadriburgia typisch sein. Möglicherweise kam es während der Errichtung des Kastells aber auch zu einer Umentscheidung. Der deutsche provinzialrömische Archäologe Hans-Peter Kuhnen schreibt ganz allgemein zu den auch als Zentralhofkastellen bekannten Quadriburgia am Limes Arabicus, dass sich die Militärarchitekten je nach Nutzung eines Zentralhofkastells dafür entscheiden konnten, „die Freifläche innerhalb der Wehrmauer so zu vergrößern, dass darin freistehende Mannschaftsbaracken Platz fanden, manchmal anstelle der an die Wehrmauer angebauten Kasemattenunterkünfte, manchmal zusätzlich zu diesen“

## Vicus
Der möglicherweise zeitgleich mit dem Kastell entstandene, knapp 10 Hektar große Vicus von Diyatheh befindet sich unmittelbar südlich des Kastells. In diesem Bereich reicht er mit einer Breite von maximal 200 Metern fast bis vor den nördlichen Rand des Wadi Mushannaf. Die Ost-West-Ausdehnung des Lagerdorfs erreicht eine Länge von rund 600 Meter. Das Lagerdorf weist einen großen Bestand an 102 antiken Gebäuden auf, die teilweise in einem so exzellenten Zustand sind, dass sie mit wenig Zutun noch immer bewohnbar wären. Sie alle wurden unmittelbar auf dem anstehenden Felsen aus Basalt errichtet. Weniger als fünf kleine Häuser im Osten der Siedlung, die sich vollständig von den anderen unterscheiden, können aufgrund der Oberflächenkeramik erst im Mittelalter, wahrscheinlich während der Mameluckenzeit, entstanden sein. Die übrigen 95 bis 100 Häuser wurden während der Antike errichtet. Die Oberflächenkeramik zeigte, dass es nach dem 8. Jahrhundert n. Chr. mit Ausnahme der genannten mittelalterlichen Bebauung keine Neubesiedlungen oder Neubauten mehr gab. Zuletzt dienten die antike Baureste während der Syrischen Revolution gegen das vom Völkerbund beschlossene französische Mandat als Zufluchtsort für Partisanen. Daher wurden insbesondere auch das Kastell durch die im nahen Al-Ajaylat stationierte französische Artillerie beschossen und die Ortschaft von den Mandatstruppen zurückerobert. Wenigen Reste ihrer Militärlager blieben nördlich und östlich des Kastells erhalten. Weitere moderne Veränderungen vor Ort gehen auf einen kurzlebigen drusischen Siedlungsversuch in den 1960er Jahren zurück. Schließlich gibt es eine kleine Anzahl von Beduinenfamilien, die auf dem Gelände und in der Umgebung lagern.
Die zumeist als Wohnstallhäuser konzipierten zivilen Bauten besitzen 0,70 bis 0,90 Meter starke Außenwände aus grob behauenen Basaltblöcken im regelmäßigen und unregelmäßigen Schichtenmauerwerk. Die Höhe der Fundamente schwankt dabei zwischen 0,25 und 0,50 Metern. Die Gebäudedecken, die fast alle aus länglich-rechteckigen Basaltplatten bestehen, ruhen auf Kragsteinen. Die Gebäude besitzen im Eingangsbereich häufig ein vollständig überdachtes, rechteckiges Atrium. Nur zehn der Häuser weichen von diesem Schema ab. Um dort ein besonders großes Atrium zu schaffen, wurden anstelle der flach aufgelegten Basaltplatten Bogenkonstruktionen als Deckenstützen eingesetzt. Fenster finden sich selten, stattdessen sind in einigen Fällen kleine Lüftungsöffnungen in die Wände integriert. Meist besitzen die Gebäude nur ein Geschoss, gelegentlich aber auch zwei. Im Grundriss bestehen sie aus dem großen Atrium, dessen Decke bis unter das Flachdach reicht, das mit einem oder mehreren kleinen, angrenzenden Räume verbunden ist. Diese rechteckigen Räume besitzen bei zweigeschossigen Bauten eine oft weniger als zwei Meter hohe Zwischendecke über der sich Wohnräume befinden. Im Erdgeschoss sind die kleinen Räume üblicherweise Ställe, die mit steinernen Futtertrögen ausgestattet sind. In nur zehn Prozent aller Häuser finden sich keine entsprechenden Tröge und in lediglich zehn Häusern wurden in einer Ecke des Atriums eine Latrine eingebaut, die sich durch eine Wandkonstruktion vom restlichen Innenraum abtrennt.

## Wasserversorgung
Wie bereits erwähnt, wurden in Diyatheh aus Witterungsgründen keine Zisternen angelegt. Da es praktisch kein Regenwasser gab, das gesammelt werden konnte, bedienten sich die Bewohner und das Militär aus den ausreichend gefüllten Brunnen im Wadi. Das überschüssige Wasser der kurzen Überschwemmungsperioden im Wadi wurde zur Bewässerung des flussabwärts gelegenen landwirtschaftlichen Flächen und zum Antrieb von Mühlen genutzt. Brunnen befinden sich in der Talsohle, aber nicht immer im Bett des Wadi selbst. Drei dieser Brunnen sind noch in Betrieb. Zwei davon befinden sich im Flussbett selbst, der dritte in der linken Uferzone. Ein vierter im Flussbett angelegter Brunnen, stromaufwärts von den ersten beiden entfernt, wird nicht mehr genutzt und scheint trocken zu liegen. Die schmalen Brunnenschächte, die kaum einen Meter Durchmesser besitzen, sind etwa acht Meter tief. Ihre Wände sind mit großen Flusssteinen ohne erkennbaren Verband verkleidet. An der Oberfläche wurden keine Befestigungen oder Randsteine angebracht, da diese wahrscheinlich nicht hochwasserfest gewesen wären.

## Landwirtschaft
Am linken Ufer des Wadi, unterhalb von Diyatheh, gibt es eine Reihe weiterer künstlicher Wasserentnahmestellen, die jedoch sehr verfallen sind. Sie funktionierten nach dem Prinzip der Schwerkraft bei einem Gefälle von etwa drei Promille durch kleine, schräg zum Wadilauf angeordnete Staudämme aus Flusssteinen, die bis zu einem Meter hoch waren. Von dort speiste der Hauptumleitungskanal im Anschluss zwei Nebenarme und dann ein verzweigtes Netz von Drittkanälen, die wabenförmige Bewässerungsflächen auf einer Länge von bis zu drei Kilometern versorgten. Die gesamte bewässerungsfähige Fläche betrug rund 1200 Hektar. Neben der gemeinschaftsintensiven landwirtschaftlichen Bearbeitung dieser Flächen für den Anbau von Weizen wurde in Diyatheh extensive Viehzucht betrieben. Als Nutztiere wurden Schafe und Ziegen gehalten, was durch viele einfache steinerne Gehege belegt ist. Daneben kam auch der Rinderhaltung eine besondere Bedeutung zu, da wie weiter oben erklärt, 90 Prozent aller Zivilbauten als Wohnstallhäuser konzipiert waren. Das magere Grasland der Talsohle und der Hochebene wurde daher wohl zwischen Schafen, Ziegen und Kühen aufgeteilt, wobei auch die jährlich brachliegenden Anbauflächen des bewässerten Gebiets für einige Wochen im Spätwinter und Frühjahr gute Weideflächen für Kühe bieten konnten.

## Mühlen
Um das von den Dorfbewohnern angebaute Getreide weiterzuverarbeiten, mussten leistungsfähige Mühlen errichtet werden. In Diyatheh steht die Felderwirtschaft in direktem Zusammenhang mit dem großen permanenten Dorf, dessen Bewohner in hohem Maße auf den Getreideanbau angewiesen waren, wie man an der Anzahl der Mühlen erkennen kann. Wie im gesamten Hauran üblich, finden sich in den Ruinen von Diyatheh Fragmente der in römischer Zeit typischen Handmühlen, die auch das Militär verwendete. Weitaus wichtiger waren jedoch die großen verarbeitenden Mühlen. Zwei davon lagen direkt am Ostrand des Vicus über dem Wadi, eine dritte am rechten Ufer flussaufwärts und drei weitere flussabwärts, mehrere Kilometer östlich. Den drei letztgenannten Wassermühlen ist je ein geradliniger Erd- beziehungsweise Steinwall vorgelagert, auf dem die Überreste eines Mühlkanals liegen, der vom Niveau des Flussbetts ausgeht und stromabwärts auf einer Länge von rund 80 Metern allmählich bis auf etwa 2,50 Meter über das Bodenniveau ansteigt. An diesem Punkt wurden die Kanäle und der Damm abrupt durch die Ruinen einer Wassermühle mit rundem Grundriss unterbrochen. Dort befand sich nach dem Gerinne ein oberschlächtiges Wasserrad.

## Nekropolen
Aufgrund der vorliegenden Funde scheinen die drei Nekropolen zeitgleich mit dem Dorf entstanden zu sein. Die Gräberfelder konzentrieren sich nordöstlich, nördlich und nordwestliche der Zivilsiedlung und des Kastells.

### Nordostfriedhof
Der nordöstliche Friedhof, 300 Meter von der Garnison entfernt und ohne Sichtverbindung zum Tal des Wadi, nimmt einen Drittel Hektar ein und ist nur schwach belegt. Die Nekropole umfasst in einer leichten Senke etwa 30 dokumentierte Grablegen, die in der Regel bereits geplündert sind. Für die in Gruftform angelegten Gräber wurden große rechteckige Gruben mit einer Tiefe von etwas weniger als einem Meter in den sandigen Ablagerungen ausgehoben. Sie werden von einem aufgehenden Mauerwerk begrenzt, das in manchen Fällen etwa 0,50 Meter über den Boden hinausragt und ein Flachdach besitzt. Es handelt sich immer um Gemeinschaftsgräber, von denen die großen über einen rund 0,70 Meter breiten Zugang betreten werden können. Die kleineren, rund 2 × 1,50 Meter großen Anlagen sind Ost-West orientiert, die große, 3 × 2 Meter bis 6 × 3 Meter umfassenden Grablegen hingegen nord-südlich. Die Lage der Verstorbenen in allen Gräbern war immer von Osten nach Westen, wobei sich der Kopf wahrscheinlich im Westen befand, da sich die Zugänge in die Gruften stets im Osten befinden. Eine solche Ausrichtung der Verstorbenen ist im antiken semitischen Orient nicht selten.

### Nordfriedhof
Das nördliche Gräberfeld, das größer als der Nordostfriedhof ist und sich näher am Kastell befindet, ist stark gestört. Dennoch sind hier noch mehrere Dutzend Gräber zu verzeichnen, die zwischen einem dichten Gewirr aus Schutthaufen und zerwühlten Vertiefungen sichtbar geblieben sind. Hier und da sind einige besser ausgearbeitete Grabstätten zu erkennen, darunter zwei Loculigräber. In deren Nähe liegen einige Gesimsfragmente mit abgeschrägtem Profil. Am Rande dieses Gesamtkomplexes, rund 200 Meter nordöstlich des Kastells, befindet sich eine besonders schön gestaltete Gruft, deren Mauerwerk wesentlich sorgfältiger gearbeitet wurde als bei den üblichen Gräbern. Sie besitzt die gleiche Ausgestaltung wie die vorher genannten, wird aber über dem eingetieften Unterbau von einem weitgehend zerstörten Aufsatz bekrönt. Im Inneren weist diese Begräbnisstätte eine Mittelteilung in der Nord-Süd-Achse des Grabes sowie Loculigräber auf mindestens zwei Ebenen auf.

### Nordwestfriedhof
Ein Dutzend weiterer Gräber finden sich im Nordwesten des Dorfes, rund 100 bis 200 Meter vom Kastell entfernt. Die dortigen Grablegen sind ebenfalls stark zerstört und scheinen von ähnlicher Struktur wie die übrigen gewesen zu sein, gehören in ihrer Ausführung jedoch zu den schöneren Grabmälern. Das Vorhandensein mindestens eines relativ luxuriösen Grabes im Nordfriedhof und wahrscheinlich mehrerer luxuriöserer Gräber im Nordwesten weist auf die Existenz einer gewissen sozialen Hierarchie in diesem Vicus hin.